# Ecosfera

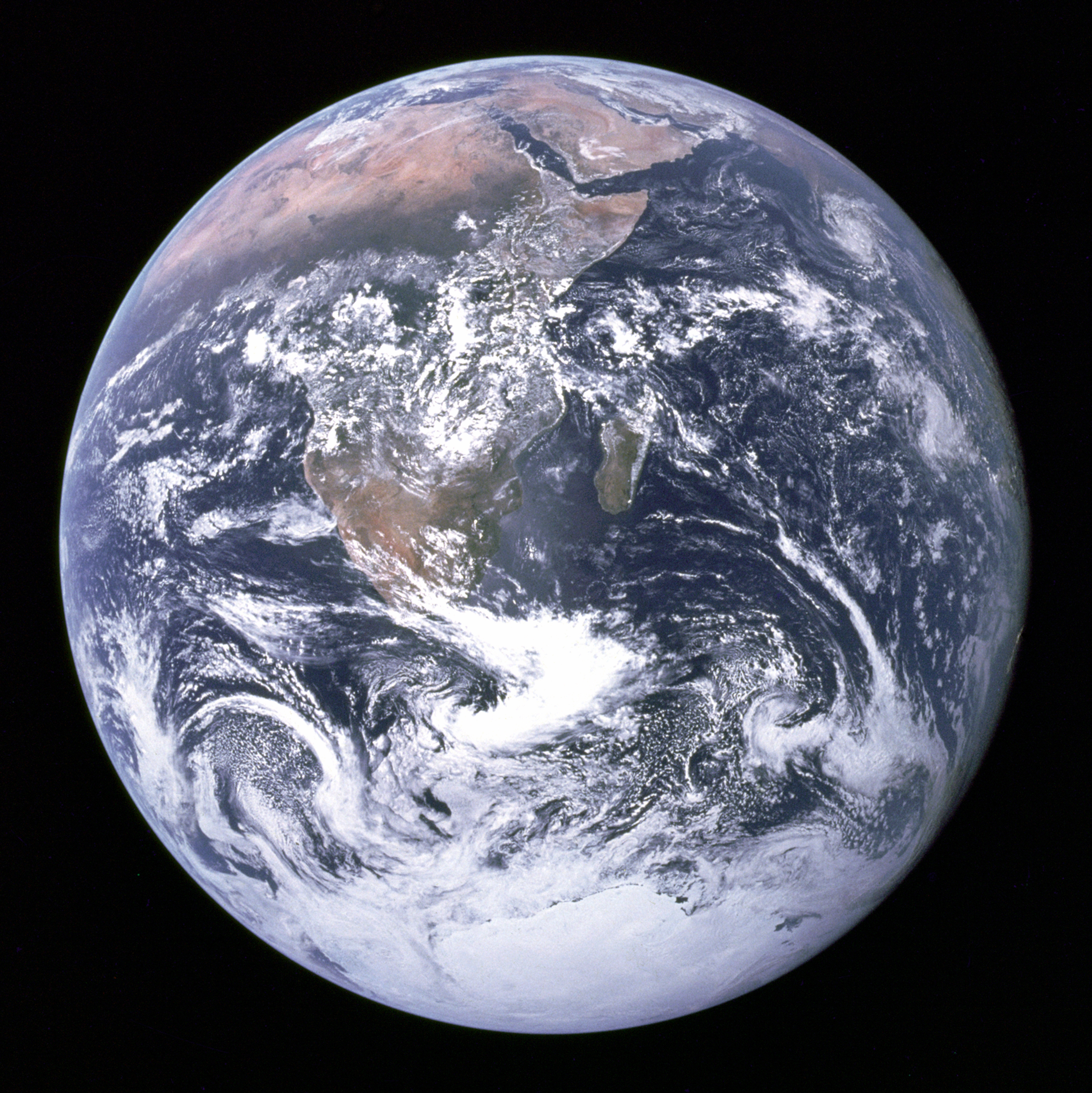
Vista de l'ecosfera de la Terra

L'ecosfera és el sistema global de la terra, format per tots els organismes de la biosfera i caracteritzat per les relacions de convivència que estableixen entre la matèria, l'energia i els altres éssers vius. El terme fou creat per l'ecologista estatunidenc Lamont Cole el 1958. També significa la esfera a l'entorn d'un planeta del qual les condicions no són incompatibles amb l'existència o el desenvolupament de la vida.
Segons Robert Barbault, alguns ecòlegs prefereixen utilitzar el terme ecosfera en lloc de biosfera. En aquest cas, l'ecosfera designa el conjunt format per la biosfera, el seu substrat geològic i pedològic (la litosfera) i l'atmosfera.
En astronomia, l'ecosfera és l'àrea al voltant d'una estrella on la temperatura permet la presència d'aigua líquida. Aquesta zona té la forma d'una petxina buida. En el cas del sistema solar, la Terra es troba en aquesta zona.
Així, una ecosfera és un sistema ecològic tancat. En aquest ecosistema global, les diverses formes d'energia i matèria que constitueixen un planeta interaccionen de manera continuada. Les forces de les quatre forces fonamentals fan que les diverses formes de la matèria s'assentin en capes identificables. A aquestes capes es coneixen com a esferes de components. El tipus i l'extensió de cada esfera de components pot variar significativament d'una ecosfera particular a una altra. Les esferes components que representen una porció significativa d'una ecosfera s'anomenen esferes de components primaris. Per exemple, l'ecosfera de la Terra consta de cinc esferes de components primaris que són la geosfera, la Hidrosfera, la Biosfera, l'Atmosfera i la Magnetosfera.

## Tipus d'esferes de components

### Geosfera
La geosfera es pot prendre com a nom col·lectiu de la litosfera, la hidrosfera, la criosfera i l'atmosfera. Els diferents col·lectius de la geosfera són capaços d'intercanviar diferents fluxos de massa i/o energia. El flux és la quantitat de canvis mesurable. L'intercanvi d'aquests fluxos afecta el balanç de les diferents esferes de la geosfera. Un exemple és com el sòl actua com a part de la biosfera. Si bé també actua com a font d'intercanvi de fluxos.
A la física aristotèlica, el terme es va aplicar a quatre "llocs naturals" esfèrics, nidificats concèntricament al centre de la Terra, tal com es descriu a les lectures  Física  i  Meteorològica. Es creu que explicaven els moviments dels quatre elements elements terrestres: Terra,  Aigua, Aire i Foc.
En els texts moderns i en la ciència del sistema terrestre, la geosfera es refereix a la parts sòlides de la Terra; s'utilitza juntament amb l'atmosfera, hidrosfera i biosfera per descriure els sistemes de la Terra (de vegades se cita la interacció d'aquests sistemes amb la magnetosfera). En aquest context, de vegades s'utilitza el terme litosfera en lloc de la geosfera o la Terra sòlida. La litosfera, però, només fa referència a les capes superiors de la Terra sòlida (roques oceàniques i continentals de la crosta i el mantell superior).
Des que va començar l'exploració espacial, s'ha observat que l'extensió de l'ionosfera o la plasmasfera és altament variable, i sovint molt més gran del que s'havia apreciat anteriorment, estenent-se en els límits de la magnetosfera o geomagnetosfera. Aquest límit exterior molt variable de la matèria  geogènica  s'ha anomenat la "geopausa", per suggerir la relativa escassetat d'aquesta matèria més enllà d'ella, on domina el vent solar.

### Hidrosfera
La hidrosfera (del grec υδρός hydros: aigua i σφαιρα sphaira: esfera) descriu dintre de les Ciències de la Terra el sistema material constituït per l'aigua que es troba a la Terra.
La hidrosfera inclou els oceans, mars, rius, llacs, aigua subterrània, el gel i la neu. La Terra és l'únic planeta al nostre Sistema Solar en el qual està present de manera continuada l'aigua líquida, que cobreix aproximadament dues terceres parts de la superfície terrestre, el que representa el 97% del total d'aigua del planeta. L'aigua dolça representa el 3% del total i d'aquesta quantitat aproximadament un 98% està congelada, d'aquí que tinguem accés únicament a un 0,01%, aproximadament, de tota l'aigua del planeta. L'aigua migra d'uns dipòsits a uns altres per processos de canvi d'estat i de transport que en conjunt configuren el cicle hidrològic o cicle de l'aigua.

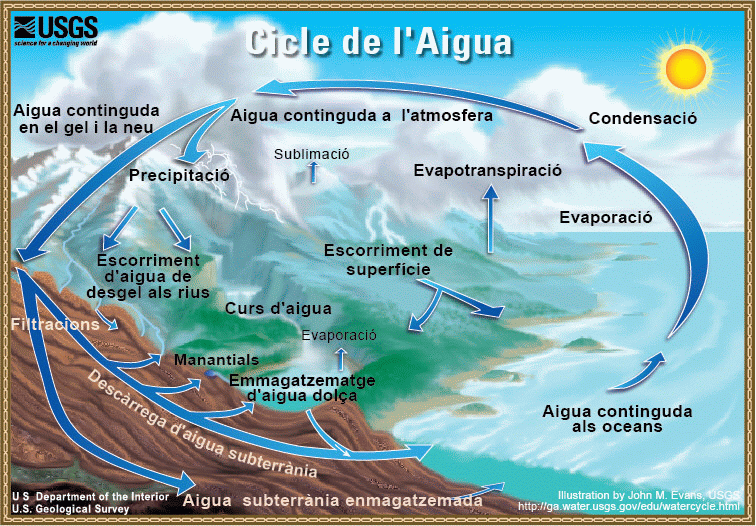
La circulació de l'aigua al voltant, sobre i a través de la Terra rep el nom de cicle de l'aigua, un procés clau de la hidrosfera

Aquest cicle, és un cicle biogeoquímic en el que hi ha una intervenció mínima de reaccions químiques, i l'aigua solament es trasllada d'uns llocs a uns altres o canvia d'estat físic. El cicle de l'aigua emet una gran quantitat d'energia, la qual procedeix de la que aporta la insolació. L'evaporació és deguda a l'escalfament solar i és animada per la circulació atmosfèrica, que renova les masses d'aire i que és al seu torn deguda a diferències de temperatura, igualment dependents de la insolació. Els canvis d'estat de l'aigua requereixen o dissipen molta energia, per l'elevat valor que prenen el calor latent de fusió i la calor latent de vaporització. Així, aquests canvis d'estat contribueixen a l'escalfament o refredament de les masses d'aire, i al transport net de calor des de les latituds tropicals o temperades fins a les fredes i polars, gràcies al qual és més suau, en conjunt, el clima.
La presència de l'aigua en la superfície terrestre és el resultat de la desgasificació del mantell terrestre, que està compost per roques que contenen en dissolució sòlida certa quantitat de substàncies volàtils, de les que l'aigua és la més important. L'aigua del mantell s'escapa a través de processos volcànics i hidrotermals. El mantell recupera gràcies a la subducció una part de l'aigua que perd a través del vulcanisme.

### Biosfera
La biosfera és la suma de tots els ecosistemes. També rep el nom de zona de vida a la Terra, ja que és el sistema format pel conjunt dels éssers vius propis del planeta Terra juntament amb el medi físic que els rodeja.
Des d'un punt de vista més ampli, la biosfera és el sistema ecològic global integrant tots els éssers vius i les seves relacions, incloent-hi la seva interacció amb els elements de la litosfera, la hidrosfera i l'atmosfera terrestre. Es creu que la biosfera s'ha desenvolupat, a partir de processos de biogènesi fa uns 3,5 milions d'anys. Així doncs, la biosfera s'ha mantingut suficientment estable al llarg de centenars de milions d'anys com per permetre l'evolució de les formes de vida que avui coneixem.

### Atmosfera
La capa d'una ecosfera que existeix com a gas. L'atmosfera és la capa de gasos que envolta la Terra (oxigen, nitrogen, diòxid de carboni...) o, en general, un altre planeta o cos celeste. El terme atmosfera va ser creat pel neollatí al segle xvii com atmosphaera a partir del grec: ἀτμός [atmos] 'vapor' i σφαῖρα [sphaira] 'esfera'; és una capa de gasos que pot envoltar un cos celeste de massa suficient, i que es manté en el seu lloc per la gravetat del cos. Una atmosfera pot ser retinguda per més temps si la gravetat és alta i la temperatura és baixa. Alguns planetes consten principalment de diversos gasos, però només la seva capa externa és la seva atmosfera.
El terme atmosfera estel·lar descriu la regió exterior d'una estrella i típicament inclou la porció que comença des de la fotosfera opaca cap enfora. Les estrelles amb temperatures relativament baixes poden formar molècules compostes en la seva atmosfera externa. L'atmosfera terrestre té oxigen, que és usat per la majoria dels organismes per a la respiració, i diòxid de carboni que fan servir les plantes, algues i cianobacteris per a la fotosíntesi; també protegeix els organismes vius dels danys genètics per la radiació ultraviolada de la llum solar. La seva composició actual és el producte de milers de milions d'anys de modificació bioquímica de la paleoatmosfera per part dels organismes vius.

### Magnetosfera
La magnetosfera és el camp magnètic d'una ecosfera junt amb les partícules carregades que estan controlades per aquest camp magnètic. Una magnetosfera és una regió al voltant d'un objecte astronòmic on el seu camp magnètic actua com escut modificant o organitzant les partícules carregades d'alta energia procedents del Sol. La Terra està envoltada per una magnetosfera, com també ho estan els planetes Júpiter, Saturn, Urà i Neptú. Mercuri i la lluna de Júpiter Ganimedes tenen una magnetosfera massa feble per a poder atrapar plasma. Mart té una magnetosfera de superfície irregular. El terme magnetosfera també pot descriure les regions dominades per camp magnètics d'objectes estel·lars, per exemple pulsars.